# Нестор Ворническу
Нестор Ворническу (рум. Nestor Vornicescu, рођен као Николаје (рум. Nicolae);  Лозова, 1. октобар 1927 — Крајова, 17. мај 2000) био је румунски митрополит и почасни члан Румунске академије. Био је митрополит Румунске православне цркве и управљао је Олтенијском митрополијом

## Биографија
Рођен је у сељачкој породици од оца Васила и мајке Вере, 1. октобра 1927. године у месту Лозова у Молдавији. По крштењу је добио име Николаје (рум. Nicolae). Од 1934. до 1941. је похађао основну школу у свом родном селу. Године 1943. је постао послушаник у скиту Нехита, делу манастира Њамц (рум. Neamț). Године 1946. је пострижен у монашки чин. Године 1951. након обреда мале схиме добија монашко име Нестор. Епископ Павле Серпе (рум. Pavel Serpe) га исте године поставља у чин јерођакона. Нестор је на Универзитету у Букурешту студирао теологију од 1951. до 1955. године. Након тога се као докторанд бавио патрологијом, да би докторирао на истом универзитету 1983. године.
Године 1956. постаје јеромонах. Од 1958. године је служио при сабору миитрополита у граду Јаши као библиотекар. Од 1966. године налази се у чину архимандрита и постаје игуман манастира Нејамц. Од 1970. године постаје викарни епископ архиепископије Крајова са титулом епископа Северинског. Након 8 година епископе службе изабран је и постављен у чин митрополита Олтеније и архиепископа Крајове. Од 1992. године је постао почасни члан Румунске академије..
Био је учесник екуменистичког покрета. Нестор је преминуо 2000. године. Сахрану је водио румунски патријарх Теоктист Арапашу уз саслужење осталих епископа. Сахрањен је у Крајови у којој је посмртно проглашен почасним грађанином. Од 2004. године у граду се налази споменик подигнут у част Нестора..